# Kolorowanka

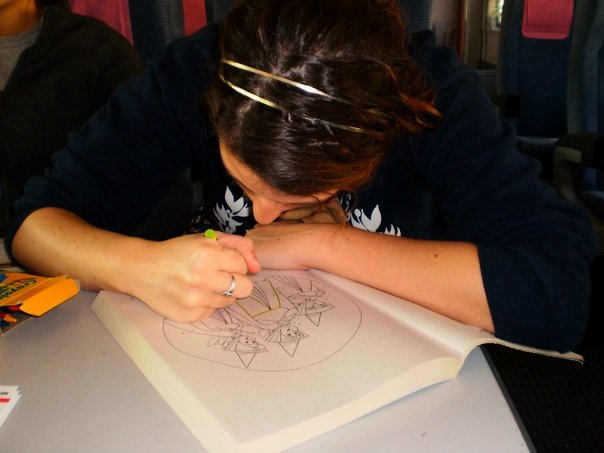
tworzenie kolorowanek

Kolorowanka, malowanka, rysowanka – zbiór obrazków, zwykle czarno-białych konturów, wydawanych najczęściej w formie książkowej, przeznaczonych głównie dla dzieci do nauki i zabawy. Kolorowanie stanowi proste ćwiczenie zwiększające sprawność manualną, co wspomaga następnie naukę pisania.
Przykładowe kategorie rysunków do kolorowania: rysunki z bajek, obrazki zwierząt, roślin, samochodów i innych środków lokomocji, a przede wszystkim rysunki postaci z filmów animowanych.

## Kolorowanki anatomiczne
Istotną grupę kolorowanek stanowią kolorowanki anatomiczne, przeznaczone dla studentów medycyny i innych zawodów, w których niezbędna jest znajomość anatomii człowieka. Kolorowanki anatomiczne są doskonałą metodą wspomagającą naukę anatomii poprzez samodzielne odwzorowanie ilustracji przedstawiających struktury anatomiczne poznane wcześniej na preparatach sekcyjnych, w atlasach i podręcznikach anatomii. Nowoczesne kolorowanki anatomiczne najczęściej nie ustępują objętością największym atlasom anatomicznym, a także zawierają elementy podręcznikowe, wyjaśniające w skrócie i podsumowujące najważniejsze informacje do zapamiętania z danej planszy.